# 제이슨 총
제이슨 총(Jason Chong, 영어 발음: /tʃɔŋ/, 1969년 10월 29일 ~ )은 오스트레일리아의 배우이다.
시드니에서 태어났다.

## 출연 작품

### 영화
- 현상수배 (1997, Wanted) - 츄 역
- Never Tell Me Never (1998)
- 더 다크 리뎀션 (1999, The Dark Redemption)
- 지킬 박사와 하이드씨 (2000, Dr Jekyll and Mr Hyde)
- 베터 댄 섹스 (2000)
- 인어 자매 이야기 (2003, Mermaids)
- 리틀 피쉬 (2005)
- 씨 노 이블 (2006)
- 포비든 킹덤: 전설의 마스터를 찾아서 (2008)
- Black Lips (2018) - 단편
- 리틀 몬스터 (2019)

### 텔레비전
- 더 빌 (2001)
- 대탐험 로스트 월드 (2001-02)
- 파스케이프 (2002-03)
- 올 세인츠 (2004-05)
- 테라 노바 (2011)
- 홈 앤 어웨이 (2015)
- 마르코 폴로 (2016)